# Гэлы
Гэ́лы, называемые также гаэлы (англ. Gaels), гойделы (гэльск. Na Gàidheil), шотландские горцы или хайлендеры (англ. (Scottish) Highlanders, от англ. high land «высокая земля, возвышенность») — этнолингвистическая группа, проживающая в гористой северо-западной части Шотландии (Северо-Шотландское нагорье, или Хайленд) и на Гебридских островах. 
В английском языке это понятие может употребляться шире — в частности, для обозначения представителей всех гойдельских народов. 
Язык бытового общения — гэльский, хотя сейчас почти все говорят на английском или англо-шотландском. В отличие от равнинных шотландцев-протестантов, среди гэлов большинство верующих — католики. Традиционное занятие — животноводство. Традиционное жилище — длинная и низкая каменная постройка, с жилыми и хозяйственными помещениями под одной кровлей. Старая гэльская мебель — деревянные диваны с ящиком для постели, кровати-шкафы и пр. Следы клановой системы сохранились в ономастике: большинство жителей одной деревни носят одну фамилию и многие гэльские фамилии начинаются со слова Мак («сын»).

## Название
Согласно учёному Джону Коху, староирландское слово Goídel/Gaídel, от которого происходит название народа, происходит от валлийского слова Guoidel, что означало изначально «лесные люди», «дикие люди», а позже — «воины».
В английском языке название Gaels применяется также для обозначения ирландцев и жителей острова Мэн (мэнцев) — в частности, тех, кто говорят по-ирландски и по-мэнски. В русском языке этот термин обычно относится только к кельтоязычным жителям Шотландии — хайлендерам. С ним напрямую связаны понятия «гойдельские народы» и «гойдельские языки».

## История
Различия между гэлами и равнинными шотландцами — лоулендерами (англ. low land «низкая земля») — прослеживались уже в Средние века. Феодальные отношения у гэлов переплетались с родо-племенными; вплоть до XVIII века была крепка клановая система (см. Шотландские кланы). Реформация почти не затронула гэлов.
В первой половине XVIII века гэлы приняли активное участие в восстаниях на стороне якобитов (сторонников династии Стюартов), окончательное поражение которых (1745) привело к выселению целых кланов за пределы Хайленда, разрушению клановой системы и гонениям на гэльскую культуру и язык (см. восстание якобитов). Среди горцев усиленно насаждался протестантизм. Росла эмиграция гэлов: к началу XIX века 40 тыс. человек переселились в Америку, ещё большее число — в Глазго и другие промышленные города Шотландии. Всё это привело к частичной ассимиляции гэлов.
В XIX веке шотландскими горцами были укомплектованы некоторые из наиболее известных полков британской армии — в частности, Гордонские хайлендеры. В значительно сократившемся количестве хайлендерские части существуют и в наши дни.